# Ernesto Vecchi
Ernesto Vecchi (San Matteo della Decima, 4 gennaio 1936 – Bologna, 28 maggio 2022) è stato un vescovo cattolico italiano.

## Biografia
Nacque a San Matteo della Decima, frazione di San Giovanni in Persiceto, in provincia ed arcidiocesi di Bologna, il 4 gennaio 1936.

### Formazione e ministero sacerdotale
Compì gli studi teologici presso il seminario arcivescovile di Bologna. Ottiene poi il baccellierato in teologia alla Facoltà teologica dell'Italia settentrionale.
Il 25 luglio 1963 fu ordinato presbitero dal cardinale Giacomo Lercaro, di cui fu segretario particolare dal 1963 al 1969. Dal 1969 al 1989 fu parroco della parrocchia Cuore Immacolato di Maria di Borgo Panigale. Dal 1978 al 1985 ricoprì l'incarico di vicario pastorale della zona "Bologna Ovest"; dal 1985 al 1991 fu vicario episcopale per il culto e la santificazione.
Il 15 ottobre 1982 fu nominato canonico della basilica di San Petronio; dal 30 giugno 1987 fu prelato d'onore di Sua Santità e dal 6 dicembre 1993 protonotario apostolico soprannumerario.
L'11 dicembre 1987 il cardinale Giacomo Biffi lo nominò pro-vicario generale e moderator curiæ. Dal 1991 al 2005 fu vicario episcopale per il settore della nuova evangelizzazione. Dal 1994 al 2011 insegnò teologia pastorale presso la Facoltà teologica dell'Emilia-Romagna, mentre nel 1997 fu presidente del comitato organizzatore del XXIII congresso eucaristico nazionale, svoltosi a Bologna.

### Ministero episcopale
Il 18 luglio 1998 papa Giovanni Paolo II lo nominò vescovo ausiliare di Bologna e titolare di Lemellefa. Il 13 settembre successivo ricevette l'ordinazione episcopale, nella cattedrale di San Pietro a Bologna, dal cardinale Giacomo Biffi, co-consacranti i vescovi Piero Marini (poi arcivescovo) e Claudio Stagni.
Il 28 maggio 2004 l'arcivescovo Carlo Caffarra lo nominò vicario generale dell'arcidiocesi; succedette a Claudio Stagni, nominato vescovo di Faenza-Modigliana.
L'8 febbraio 2011 papa Benedetto XVI accolse la sua rinuncia, presentata per raggiunti limiti d'età.
Il 2 febbraio 2013 fu nominato amministratore apostolico di Terni-Narni-Amelia al fine di far fronte a una delicata questione finanziaria nella quale la diocesi si era trovata coinvolta; cessò il suo incarico il 21 giugno 2014, con l'ingresso del nuovo vescovo Giuseppe Piemontese.
Morì improvvisamente nella sua abitazione a Bologna, all'età di 86 anni, il 28 maggio 2022. Dopo le esequie, celebrate il 31 maggio nella cattedrale di San Pietro dal cardinale Matteo Maria Zuppi, è stato sepolto nella chiesa parrocchiale di San Matteo della Decima.

## Genealogia episcopale
La genealogia episcopale è:
- Cardinale Scipione Rebiba
- Cardinale Giulio Antonio Santori
- Cardinale Girolamo Bernerio, O.P.
- Arcivescovo Galeazzo Sanvitale
- Cardinale Ludovico Ludovisi
- Cardinale Luigi Caetani
- Cardinale Ulderico Carpegna
- Cardinale Paluzzo Paluzzi Altieri degli Albertoni
- Papa Benedetto XIII
- Papa Benedetto XIV
- Papa Clemente XIII
- Cardinale Marcantonio Colonna
- Cardinale Giacinto Sigismondo Gerdil, B.
- Cardinale Giulio Maria della Somaglia
- Cardinale Carlo Odescalchi, S.I.
- Cardinale Costantino Patrizi Naro
- Cardinale Lucido Maria Parocchi
- Papa Pio X
- Papa Benedetto XV
- Papa Pio XII
- Cardinale Eugène Tisserant
- Papa Paolo VI
- Cardinale Giovanni Colombo
- Cardinale Giacomo Biffi
- Vescovo Ernesto Vecchi